# Rolling-Shutter-Effekt

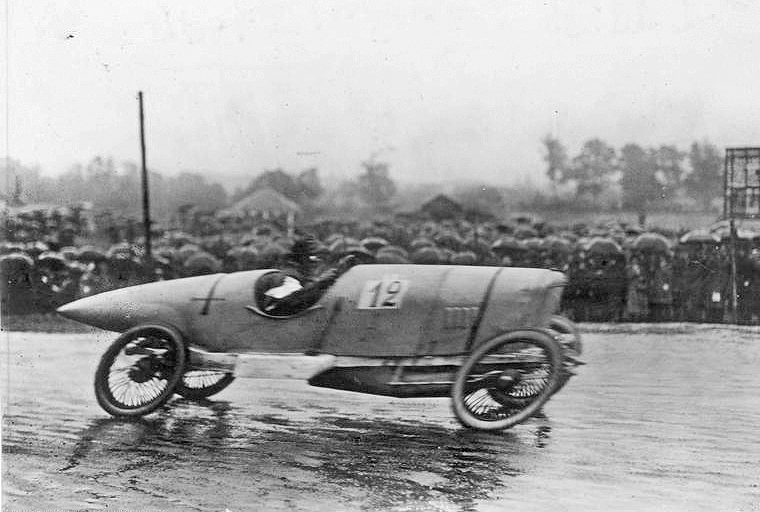
Das an einer Kamera mit Schlitzverschluss vorbeifahrende Auto wird diagonal verzerrt dargestellt. Die Räder erscheinen oval statt kreisrund. Die unbewegten Bildelemente im Hintergrund bleiben dagegen unverzerrt.

Der Rolling-Shutter-Effekt (etwa: „rollender Verschluss“) ist ein Lagefehler, der bei Fotos oder Videoaufnahmen bewegter Objekte auftreten kann.

## Erklärung

Animation zur Verdeutlichung der Entstehung des Rolling-Shutter-Effekts

Es erscheint zunächst selbstverständlich, dass die Belichtung aller Punkte des Films oder Sensors einer Kamera zum exakt gleichen Zeitpunkt beginnt. Es gibt aber Sensoren, bei denen das nicht für die gesamte Fläche zutrifft. Bei sogenannten Rolling-Shutter-Sensoren wird der Sensor Zeilenweise (seltener Spaltenweise) ausgelesen, wobei jede Zeile für die eingestellte Belichtungszeit belichtet wird. Erst wenn die vorherige Zeile fertig ausgelesen ist, kann das Auslesen der nächsten Zeile beginnen. Trotz des schnellen Auslesens einer einzelnen Zeile führt dieses Verfahren dazu, dass zwischen erster und letzter Zeile vergleichsweise viel Zeit vergehen kann. Wie lange der Sensor nun zum Auslesen braucht, hängt von der Auslesezeit einer Zeile oder Spalte ab. Diese Zeiten summieren sich dann auf, was auch erklärt warum höher aufgelöste Sensoren üblicherweise eher zum Rolling-Shutter-Effekt neigen.

Beispiele für Rolling-Shutter-Aufnahmen
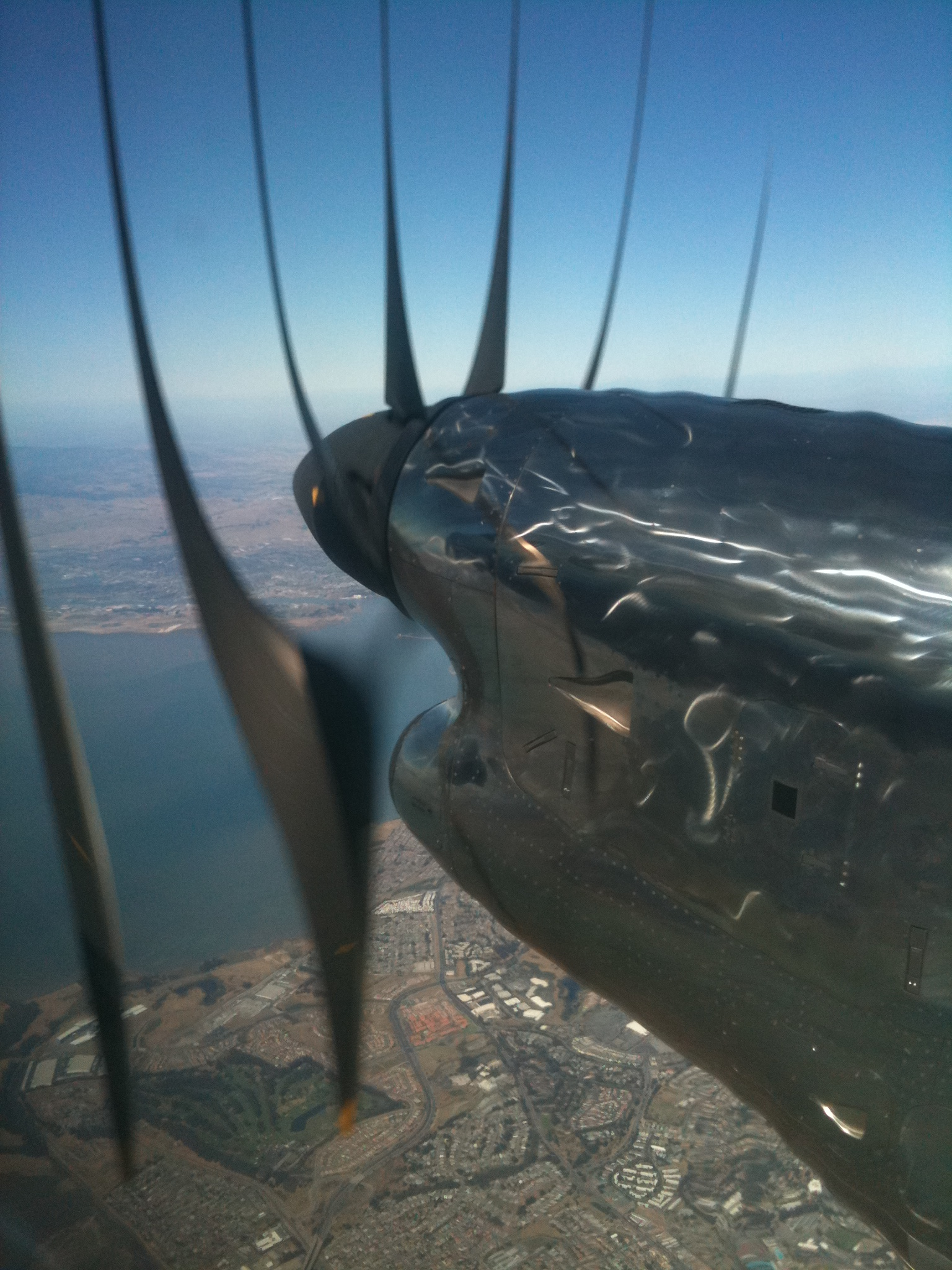
Rolling-Shutter-Effekt an einem Propeller
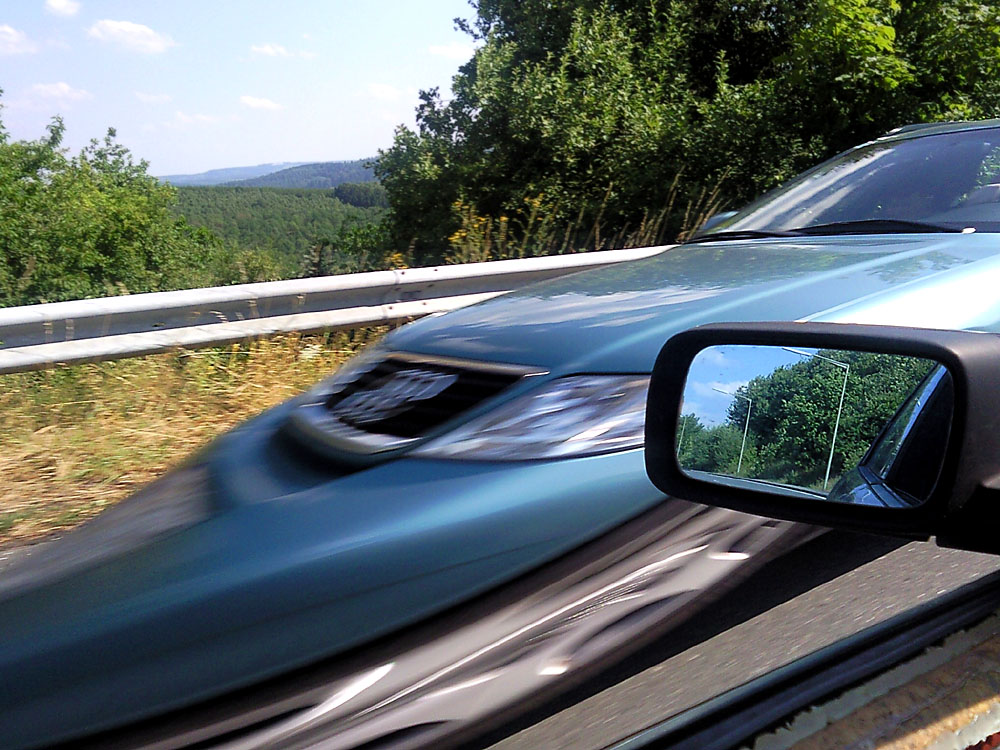
Rolling-Shutter-Effekt eines digitalen CMOS-Bildsensors. Der relativ zur Kamera in Ruhe befindliche Außenspiegel erscheint – wie der Hintergrund – unverzerrt. Beim Motion Blur würde das Fahrzeug hingegen gleichmäßig verzerrt im Bild erscheinen, so wie unter Umständen auch der Hintergrund verschmiert wirken.
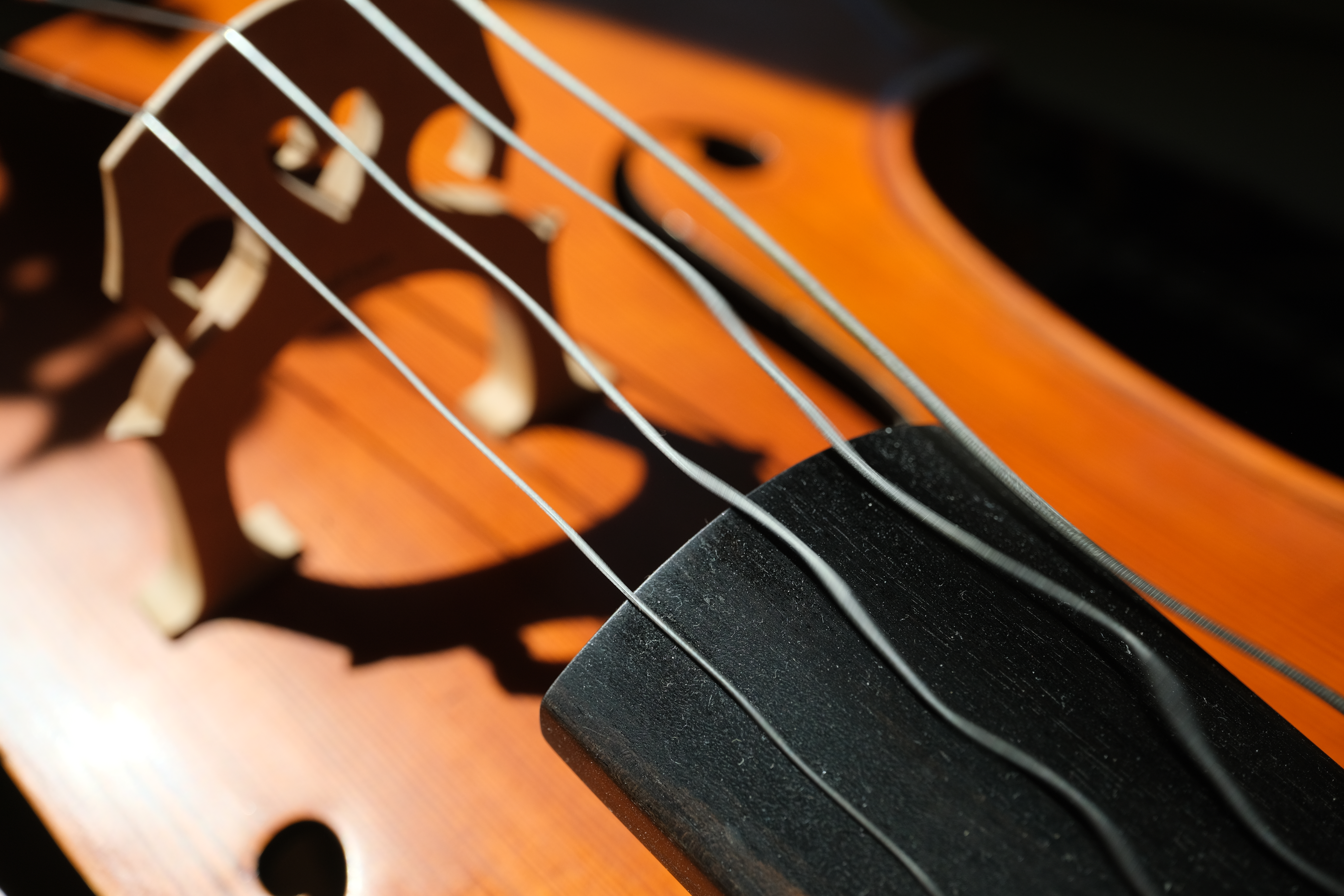
Durch eine langsame Verschlusszeit mit elektronischem Verschluss erscheinen die vibrierenden Saiten wellig, obwohl sie mit einer niedrigeren Mode schwingen

Fotografiert man nun also schnelle Bewegungen, verzerrt sich das Bild über die gesamte Auslesezeit, da ja die Belichtung beispielsweise oben deutlich früher beginnt, als sie unten endet. So verkrümmen sich dann zum Beispiel Golfschläger oder Propeller eines Flugzeuges, da die gesamte Auslesezeit nicht gering genug ist, um das Objekt an einer Stelle verzerrungsfrei einzufrieren.
Der Rolling-Shutter-Effekt tritt auf bei:
- Kameras mit Schlitzverschluss, wenn auch nur selten sichtbar. Die Auslösezeit eines Schlitzverschlusses beträgt meist um die 2 ms. Der Effekt tritt aber besonders deutlich zutage, wenn das Motiv mit einem Stroboskop beleuchtet wird.
- Digitalkameras mit CMOS-Sensoren, wenn der elektronische Verschluss verwendet wird. Da die meisten mechanischen Verschlüsse maximal nur 15 oder 20 Bildern pro Sekunde bieten, verwendet man bei Sport oder Actionaufnahmen mit spiegellosen Kameras den elektronischen Verschluss mit Bildraten zwischen 30 und 120 Bildern pro Sekunde. Da hier das zeilenweise Auslesen verwendet wird, kommt es bei einfachen Rolling-Shutter-CMOS-Sensoren zu ebendiesem Effekt.

Camcorder und Digitalkameras werden heute genauso wie Systemkameras mit CMOS-Bildwandlern ausgestattet, die die früher üblichen CCD-Sensoren ersetzen. Durch die CMOS-Bildwandler kann es zum Auftreten des Rolling-Shutter-Effektes kommen. Sowohl bei der Fotografie als auch der Videografie tritt dieser Effekt durch diagonale Verzerrung bei der Aufnahme schnell bewegter Motive in Erscheinung, darüber hinaus führen stärkere Vibrationen des Aufnahmegerätes, wie sie zum Beispiel bei Aufnahmen aus einem Fahrzeug vorkommen, zu einer starken Verzeichnung des gesamten Bildes, wodurch die Aufnahmen unter Umständen unbrauchbar werden.

## Vermeidung
Vermieden werden kann der Rolling-Shutter-Effekt mit so genannten Global-Shutter-CMOS-Sensoren, welche das Bild nicht zeilen- oder spaltenweise, sondern auf einmal vollständig aufnehmen. Ihre Auslesezeit liegt tatsächlich bei 0 ms und sie brauchen dafür auch keinen mechanischen Verschluss mehr. Weil die Technik noch teuer ist, gibt es erst wenige Kameras, die über einen Global-Shutter-Sensor verfügen. Da gerade bei High-Speed Aufnahmen die langsame Auslesezeit des Sensors zum Problem wird, setzt man unter anderem bei High-Speed-Kameras entweder auf Rolling-Shutter-freie CCD-Sensoren, oder aber auf Global-Shutter-CMOS-Sensoren. Die Firma Phantom High Speed setzt in manchen ihrer High-Speed-Kameras bereits auf Global-Shutter-Sensoren. Auch die Firma RED verbaut Global-Shutter-CMOS-Sensoren in ihren professionellen Kinokameras. Die Stand Februar 2025 einzige Global-Shutter Fotokamera mit Vollformatsensor ist die Sony a9 III, sie löst mit 24 Megapixel auf und bietet eine Serienbildfunktion mit bis zu 120 Bildern pro Sekunde im verlustfreien Rohdatenformat. Nachteil der Global-Shutter Technologie ist das etwas schlechtere Rauschverhalten bei höheren ISO Werten.
Alternativ und bis dato günstiger sind Stacked-CMOS-Sensoren. Auch sie werden zeilenweise ausgelesen, unterscheiden sich aber zu normalen Rolling-Shutter-Sensoren dahingehend, dass sie die elektrische Ladung der Fotodioden sofort zwischenspeichern können. Somit kann die Ausleseverzögerung extrem minimiert werden und Verzerrungen sind kaum mehr sichtbar. Alle führenden Kamerahersteller setzen in ihren höherpreisigen Kameras bereits auf Stacked-CMOS-Sensoren. Beispiele dafür sind die Nikon Z 8 und Nikon Z 9, Sony Alpha 1 und Sony Alpha 9 II, bei Canon die EOS R3, EOS R5 Mark II und EOS R1 und bei Fujifilm die X-H2S.

## Anwendung
Wenn man eine Lichtquelle formatfüllend filmt, kann man ihre Schwankungen mit der Pixelfrequenz erfassen, die viel höher ist als die normale Bildfrequenz. 2023 haben israelische Sicherheitsforscher diesen RS-Effekt genutzt, um aus Aufnahmen von Status-LEDs Geräteverschlüsselungen zu knacken.

## Beispiele zur Veranschaulichung

### Simulation
In den folgenden Bildern wird ein Kameraschwenk nach links (das Motiv wandert nach rechts) bei der Aufnahme einer senkrechten, grünen Linie mit drei von unten nach oben aufeinanderfolgenden Zeilen schematisch dargestellt:
|  |  |  |
|  |  |  |
|  |  |  |

Bei höherer Zeilenanzahl werden die Stufen und Sprünge entsprechend kleiner, so dass im Grenzfall eine kontinuierliche schräge Linie entstehen würde.

### Flachbettscanner
Die folgenden beiden Bilder sind nacheinander mit demselben Flachbettscanner mit Zeilensensor aufgenommen worden. Beim ersten Bild war die Papiervorlage unbewegt, beim zweiten Bild wurde die Vorlage mit gleichmäßiger Geschwindigkeit senkrecht zur Bewegungsrichtung der Scan-Einheit bewegt, so dass der Rolling-Shutter-Effekt sichtbar wird.
|  |  |